# ميريلين سالفتات
ميريلين سالفتات (بالفرنسية: Maryline Salvetat)‏ مواليد 12 فبراير 1974 في كاستر، فرنسا، هي متسابقة دراجات فرنسية. شاركت في دورة الألعاب الأولمبية الصيفية. فاز بالمركز الثاني في بطولة سيكلو كروس الأوروبية في 2007.

## روابط خارجية
- ميريلين سالفتات على موقع أرشيف الدراجات (الإنجليزية)
- ميريلين سالفتات على موقع إحصائيات الدراجات الإحترافية (الإنجليزية)
- ميريلين سالفتات على موقع CycleBase (الإنجليزية)
- ميريلين سالفتات على موقع أوليمبيديا (الإنجليزية)
- ميريلين سالفتات على موقع اللجنة الأولمبية الفرنسية (مؤرشف) (الفرنسية)